# Martin Damm (Tennisspieler, 1972)
Martin Damm (* 1. August 1972 in Liberec, Tschechoslowakei) ist ein ehemaliger tschechischer Tennisspieler.

## Karriere
Der Doppelspezialist gewann in seiner Karriere 39 Doppeltitel auf der ATP Tour, 20 weitere Male stand er in einem Endspiel. Sein größter Erfolg war 2006 der Gewinn der US Open mit Leander Paes, mit dem er im selben Jahr bereits ins Finale der Australian Open vorgestoßen war. Schon 1993 hatte er mit Landsmann Daniel Vacek das Finale der US Open erreicht. Im Einzel zog Damm bei ATP-Turnieren in fünf Endspiele ein, von denen er allerdings keines gewinnen konnte.
Zudem stand er 2006 an der Seite von Květa Peschke im Finale der Mixed-Konkurrenz der US Open, sie unterlagen dort in zwei Sätzen Martina Navrátilová und Bob Bryan.
Seine höchste Notierung in der Einzelwertung der Tennisweltrangliste erreichte Damm im August 1997 mit Rang 42. Im Doppel-Ranking belegte er Ende April 2007 Position 5.
Im November 2010 erklärte Martin Damm seinen Rücktritt vom Profitennis.
Sein Sohn Martin Damm Jr. spielt ebenfalls Tennis.

## Erfolge
| Legende                                              |
| Grand Slam (1)                                       |
| Tennis Masters Cup                                   |
| ATP Masters Series ATP World Tour Masters 1000 (4)   |
| ATP International Series Gold ATP World Tour 500 (9) |
| ATP International Series ATP World Tour 250 (26)     |
| ATP Challenger Tour (12)                             |

| Titel nach Belag |
| Hartplatz (21)   |
| Sand (5)         |
| Rasen (5)        |
| Teppich (9)      |

### Einzel

#### Turniersiege
| Nr. | Datum            | Turnier  | Belag         | Finalgegner      | Ergebnis      |
| --- | ---------------- | -------- | ------------- | ---------------- | ------------- |
| 1.  | 28. Juli 1991    | Warschau | Sand          | David Rikl       | 3:6, 7:5, 6:4 |
| 2.  | 11. Oktober 1992 | Dublin   | Teppich (i)   | Arne Thoms       | 6:3, 6:2      |
| 3.  | 8. November 1992 | Aachen   | Teppich (i)   | Brett Steven     | 6:4, 7:6      |
| 4.  | 31. Oktober 1993 | München  | Teppich (i)   | Sébastien Lareau | 6:3, 6:1      |
| 5.  | 20. Februar 2000 | Breslau  | Hartplatz (i) | Gianluca Pozzi   | 4:6, 6:4, 6:3 |

### Doppel

#### Turniersiege

##### ATP World Tour
| Nr. | Datum              | Turnier              | Belag         | Partner          | Finalgegner                          | Ergebnis         |
| --- | ------------------ | -------------------- | ------------- | ---------------- | ------------------------------------ | ---------------- |
| 1.  | 22. März 1993      | Saragossa            | Teppich (i)   | Karel Nováček    | Mike Bauer David Rikl                | 2:6, 6:4, 7:5    |
| 2.  | 3. Mai 1993        | München              | Sand          | Henrik Holm      | Carl-Uwe Steeb Karel Nováček         | 6:0, 3:6, 7:5    |
| 3.  | 7. März 1994       | Kopenhagen (1)       | Teppich (i)   | Brett Steven     | David Prinosil Udo Riglewski         | 6:3, 6:4         |
| 4.  | 4. April 1994      | Osaka                | Hartplatz     | Sandon Stolle    | David Adams Andrei Olchowski         | 6:4, 6:4         |
| 5.  | 17. Oktober 1994   | Ostrava              | Teppich (i)   | Karel Nováček    | Gary Muller Piet Norval              | 6:4, 1:6, 6:3    |
| 6.  | 6. März 1995       | Rotterdam            | Teppich (i)   | Anders Järryd    | Tomás Carbonell Francisco Roig       | 6:3, 6:2         |
| 7.  | 27. März 1995      | St. Petersburg       | Teppich (i)   | Anders Järryd    | Jakob Hlasek Jewgeni Kafelnikow      | 6:4, 6:2         |
| 8.  | 14. Oktober 1996   | Peking               | Teppich (i)   | Andrei Olchowski | Patrik Kühnen Gary Muller            | 6:4, 7:5         |
| 9.  | 14. April 1997     | Hongkong             | Hartplatz     | Daniel Vacek     | Karsten Braasch Jeff Tarango         | 6:3, 6:4         |
| 10. | 21. April 1997     | Tokio                | Hartplatz     | Daniel Vacek     | Justin Gimelstob Patrick Rafter      | 2:6, 6:2, 7:6    |
| 11. | 10. November 1997  | Moskau               | Teppich (i)   | Cyril Suk        | David Adams Fabrice Santoro          | 6:4, 6:3         |
| 12. | 9. Februar 1998    | Split                | Teppich (i)   | Jiří Novák       | Fredrik Bergh Patrik Fredriksson     | 7:6, 6:2         |
| 13. | 2. März 1998       | London               | Teppich (i)   | Jim Grabb        | Jewgewni Kafelnikow Daniel Vacek     | 6:4, 7:5         |
| 14. | 10. August 1998    | Montreal             | Hartplatz     | Jim Grabb        | Ellis Ferreira Rick Leach            | 6:7, 6:2, 7:6    |
| 15. | 3. Mai 1999        | Prag                 | Sand          | Radek Štěpánek   | Mark Keil Nicolás Lapentti           | 6:0, 6:2         |
| 16. | 6. März 2000       | Kopenhagen (2)       | Hartplatz (i) | David Prinosil   | Jonas Björkman Sébastien Lareau      | 6:1, 5:7, 7:5    |
| 17. | 15. Mai 2000       | Rom (1)              | Sand          | Dominik Hrbatý   | Wayne Ferreira Jewgeni Kafelnikow    | 6:4, 4:6, 6:3    |
| 18. | 26. Juni 2000      | ’s-Hertogenbosch (1) | Rasen         | Cyril Suk        | Paul Haarhuis Sandon Stolle          | 6:4, 6:7, 7:6    |
| 19. | 20. August 2001    | Washington D.C. (1)  | Hartplatz     | David Prinosil   | Bob Bryan Mike Bryan                 | 7:6, 6:3         |
| 20. | 15. Oktober 2001   | Wien (1)             | Hartplatz (i) | Radek Štěpánek   | Jiří Novák David Rikl                | 6:3, 6:2         |
| 21. | 11. März 2002      | Delray Beach         | Hartplatz     | Cyril Suk        | David Adams Ben Ellwood              | 6:4, 6:7, [10:5] |
| 22. | 13. Mai 2002       | Rom (2)              | Sand          | Cyril Suk        | Wayne Black Kevin Ullyett            | 7:5, 7:5         |
| 23. | 24. Juni 2002      | ’s-Hertogenbosch (2) | Rasen         | Cyril Suk        | Paul Haarhuis Brian MacPhie          | 7:6, 6:7, 6:4    |
| 24. | 6. Januar 2003     | Doha (1)             | Hartplatz     | Cyril Suk        | Mark Knowles Daniel Nestor           | 6:4, 7:68        |
| 25. | 23. Juni 2003      | ’s-Hertogenbosch (3) | Rasen         | Cyril Suk        | Donald Johnson Leander Paes          | 7:5, 7:6         |
| 26. | 28. Juli 2003      | Kitzbühel            | Sand          | Cyril Suk        | Jürgen Melzer Alexander Peya         | 6:4, 6:4         |
| 27. | 12. Januar 2004    | Doha (2)             | Hartplatz     | Cyril Suk        | Stefan Koubek Andy Roddick           | 6:2, 6:4         |
| 28. | 21. Juni 2004      | ’s-Hertogenbosch (4) | Rasen         | Cyril Suk        | Lars Burgsmüller Jan Vacek           | 6:3, 6:7, 6:3    |
| 29. | 18. Oktober 2004   | Wien (2)             | Hartplatz (i) | Cyril Suk        | Gastón Etlis Martín Rodríguez        | 6:7, 6:4, 7:6    |
| 30. | 14. Februar 2005   | Marseille (1)        | Hartplatz (i) | Radek Štěpánek   | Mark Knowles Daniel Nestor           | 7:6, 7:6         |
| 31. | 28. Februar 2005   | Dubai                | Hartplatz     | Radek Štěpánek   | Jonas Björkman Fabrice Santoro       | 6:2, 6:4         |
| 32. | 20. Februar 2006   | Marseille (2)        | Hartplatz (i) | Radek Štěpánek   | Mark Knowles Daniel Nestor           | 6:2, 6:7, [10:3] |
| 33. | 26. Juni 2006      | ’s-Hertogenbosch (5) | Rasen         | Leander Paes     | Chris Haggard Arnaud Clément         | 6:1, 7:6         |
| 34. | 11. September 2006 | US Open              | Hartplatz     | Leander Paes     | Jonas Björkman Maks Mirny            | 6:75, 6:4, 6:3   |
| 35. | 26. Februar 2007   | Rotterdam            | Hartplatz (i) | Leander Paes     | Andrei Pavel Alexander Waske         | 6:3, 6:7, [10:7] |
| 36. | 19. März 2007      | Indian Wells         | Hartplatz     | Leander Paes     | Jonathan Erlich Andy Ram             | 6:4, 6:4         |
| 37. | 11. Februar 2008   | Marseille (3)        | Hartplatz (i) | Pavel Vízner     | Yves Allegro Jeff Coetzee            | 7:60, 7:5        |
| 38. | 12. Januar 2009    | Auckland             | Hartplatz     | Robert Lindstedt | Scott Lipsky Leander Paes            | 7:5, 6:4         |
| 39. | 6. Februar 2009    | Zagreb               | Hartplatz (i) | Robert Lindstedt | Christopher Kas Rogier Wassen        | 6:4, 6:3         |
| 40. | 9. August 2009     | Washington D.C. (2)  | Hartplatz     | Robert Lindstedt | Mariusz Fyrstenberg Marcin Matkowski | 7:5, 7:63        |

##### ATP Challenger Tour
| Nr. | Datum            | Turnier   | Belag         | Partner             | Finalgegner                    | Ergebnis          |
| --- | ---------------- | --------- | ------------- | ------------------- | ------------------------------ | ----------------- |
| 1.  | 27. Oktober 1990 | Brest (1) | Hartplatz (i) | Ģirts Dzelde        | Wayne Ferreira Piet Norval     | 6:4, 6:4          |
| 2.  | 6. Juli 1991     | Nyon      | Sand          | Branislav Stankovič | Otis Smith Vince van Gelderen  | 6:1, 7:6          |
| 3.  | 19. Oktober 1991 | Kairo     | Hartplatz     | David Rikl          | Byron Black Marcos Ondruska    | 6:2, 6:3          |
| 4.  | 14. März 1992    | Tunis     | Sand          | David Adams         | Marcelo Filippini Diego Pérez  | 7:6, 6:1          |
| 5.  | 9. Mai 1992      | Prag      | Sand          | David Rikl          | Johan Carlsson Niclas Kroon    | 6:2, 6:0          |
| 6.  | 30. Oktober 1999 | Brest (2) | Teppich (i)   | Maks Mirny          | Justin Gimelstob Brian MacPhie | 4:6, 6:1, 6:4     |
| 7.  | 20. März 2010    | Sunrise   | Hartplatz     | Filip Polášek       | Lukáš Dlouhý Leander Paes      | 4:6, 6:1, [13:11] |

#### Finalteilnahmen
| Nr. | Datum              | Turnier              | Belag         | Partner            | Finalgegner                     | Ergebnis          |
| --- | ------------------ | -------------------- | ------------- | ------------------ | ------------------------------- | ----------------- |
| 1.  | 8. März 1993       | Kopenhagen           | Teppich (i)   | Daniel Vacek       | David Adams Andrei Olchowski    | 3:6, 6:3, 3:6     |
| 2.  | 13. September 1993 | US Open              | Hartplatz     | Karel Nováček      | Ken Flach Rick Leach            | 7:6, 4:6, 2:6     |
| 3.  | 7. Februar 1994    | Marseille (1)        | Teppich (i)   | Jewgeni Kafelnikow | Jan Siemerink Daniel Vacek      | 7:6, 4:6, 1:6     |
| 4.  | 21. März 1994      | Saragossa            | Teppich (i)   | Karel Nováček      | Henrik Holm Anders Järryd       | 5:7, 2:6          |
| 5.  | 25. Oktober 1994   | Lyon                 | Teppich (i)   | Patrick Rafter     | Jakob Hlasek Jewgeni Kafelnikow | 7:6, 6:7, 6:7     |
| 6.  | 5. Februar 1996    | Zagreb               | Teppich (i)   | Hendrik Jan Davids | Menno Oosting Libor Pimek       | 3:6, 6:7          |
| 7.  | 7. Oktober 1996    | Singapur             | Teppich (i)   | Andrei Olchowski   | Todd Woodbridge Mark Woodforde  | 6:7, 6:7          |
| 8.  | 3. April 2000      | Miami (1)            | Hartplatz     | Dominik Hrbatý     | Todd Woodbridge Mark Woodforde  | 3:6, 4:6          |
| 9.  | 25. Juni 2001      | ’s-Hertogenbosch (1) | Rasen         | Cyril Suk          | Paul Haarhuis Sjeng Schalken    | 4:6, 4:6          |
| 10. | 13. August 2001    | Cincinnati           | Hartplatz     | David Prinosil     | Mahesh Bhupathi Leander Paes    | 6:7, 3:6          |
| 11. | 4. März 2002       | Acapulco             | Sand          | David Rikl         | Bob Bryan Mike Bryan            | 1:6, 6:3, [2:10]  |
| 12. | 16. Juni 2003      | Halle                | Rasen         | Cyril Suk          | Jonas Björkman Todd Woodbridge  | 3:6, 4:6          |
| 13. | 25. August 2003    | Long Island          | Hartplatz     | Cyril Suk          | Robbie Koenig Martín Rodríguez  | 3:6, 6:7          |
| 14. | 1. März 2004       | Marseille (2)        | Hartplatz (i) | Cyril Suk          | Mark Knowles Daniel Nestor      | 5:7, 3:6          |
| 15. | 17. Mai 2004       | Prag                 | Sand          | Dušan Karol        | Karol Kučera Cyril Suk          | 3:6, 7:6, 3:6     |
| 16. | 23. Mai 2005       | St. Pölten           | Sand          | Mariano Hood       | Lucas Arnold Ker Paul Hanley    | 3:6, 4:6          |
| 17. | 30. Januar 2006    | Australian Open      | Hartplatz     | Leander Paes       | Bob Bryan Mike Bryan            | 6:4, 3:6, 4:6     |
| 18. | 8. Januar 2007     | Doha                 | Hartplatz     | Leander Paes       | Michail Juschny Nenad Zimonjić  | 1:6, 6:7          |
| 19. | 2. April 2007      | Miami (2)            | Hartplatz     | Leander Paes       | Bob Bryan Mike Bryan            | 7:6, 3:6, [7:10]  |
| 20. | 25. Juni 2007      | ’s-Hertogenbosch (2) | Rasen         | Leander Paes       | Jeff Coetzee Rogier Wassen      | 6:3, 6:7, [10:12] |
| 21. | 8. März 2008       | Dubai (1)            | Hartplatz     | Pavel Vízner       | Mahesh Bhupathi Mark Knowles    | 5:7, 6:77         |
| 22. | 28. Februar 2009   | Dubai (2)            | Hartplatz     | Robert Lindstedt   | Rik De Voest Dmitri Tursunow    | 6:4, 3:6, [5:10]  |
| 23. | 10. Mai 2009       | Estoril              | Sand          | Robert Lindstedt   | Eric Butorac Scott Lipsky       | 3:6, 2:6          |